# Gradišče pri Divači
Gradišče pri Divači – wieś w Słowenii, w gminie Divača. W 2018 roku liczyła 17 mieszkańców.